# Lockheed Martin FB-22
El Lockheed Martin FB-22 fue un bombardero furtivo supersónico propuesto para la Fuerza Aérea de los Estados Unidos, derivado del caza de superioridad aérea F-22 Raptor. Lockheed Martin propuso su diseño a principios de la década de 2000, con el apoyo de algunos líderes de la Fuerza Aérea, como un "bombardero regional" provisional para complementar a la anticuada flota de bombarderos estratégicos estadounidenses, cuyo reemplazo estaba previsto para entrar en servicio después de 2037. El FB-22 debía aprovechar gran parte del trabajo de diseño y los componentes del F-22 para reducir los costes de desarrollo.
Lockheed Martin suspendió los trabajos sobre el concepto después de la Revisión Cuatrienal de Defensa de 2006, que exigía un Bombardero de Próxima Generación estratégico nuevo y mucho más grande para 2018; el programa se había transformado en el Bombardero de Ataque de Largo Alcance (Long Range Strike Bomber, LRS-B).

## Diseño y desarrollo

### Antecedentes
En marzo de 1999, la Fuerza Aérea publicó un libro blanco sobre bombarderos de largo alcance en respuesta a un mandato del Congreso para que el servicio actualizara su hoja de ruta de bombarderos. El documento afirmaba que la flota actual de bombarderos estratégicos del servicio, compuesta por el B-52, el B-1 y el B-2, sería suficiente hasta aproximadamente 2037, cuando necesitarían ser reemplazados por una nueva "capacidad" con un programa de adquisición que comenzaría en 2019. Sin embargo, esta fecha límite frustró a los miembros del Congreso, que esperaban un mayor énfasis presupuestario en la misión de los bombarderos. Además, la posterior Revisión Cuatrienal de Defensa del Departamento de Defensa (DoD) de 2001 identificó crecientes amenazas para la proyección del poder de Estados Unidos y para la anticuada flota de bombarderos de la Fuerza Aérea. Una de las amenazas clave identificadas en la revisión fue la creciente prevalencia de sistemas sofisticados de defensa aérea que podrían negar el acceso al espacio aéreo a cualquier aeronave sin capacidad de sigilo. En noviembre de 2001, la Fuerza Aérea publicó un libro blanco actualizado sobre aeronaves de ataque de largo alcance, que reconocía estos desafíos y también anticipaba un cambio estratégico de la disuasión nuclear al bombardeo de precisión convencional y la guerra centrada en redes para la proyección de poder global en zonas de conflicto potencialmente inesperadas. Aunque el documento actualizado identificó la posibilidad de que una "capacidad" de reemplazo entrara en servicio entre 2025 y 2030, advirtió que no se trataba de una hoja de ruta exhaustiva ni detallada para los bombarderos. En este contexto, algunos oficiales de la Fuerza Aérea comenzaron a considerar una capacidad de ataque "provisional", como "bombarderos regionales", para complementar a la flota existente de bombarderos estratégicos, mientras que el servicio y el Departamento de Defensa exploraban ideas y plazos para un programa de reemplazo a largo plazo. 

### Diseño y desarrollo
En 2001, Lockheed Martin inició estudios internos sobre la viabilidad del FB-22, buscando aprovechar el diseño y las capacidades del F-22 Raptor, resultado del programa de Caza Táctico Avanzado. Los estudios se centraron principalmente en la capacidad de sobrevivir y realizar misiones de bombardeo (es decir, interdicción aérea) en entornos disputados, tanto de día como de noche, contra sistemas de defensa aérea y cazas enemigos cada vez más potentes. Además, la experiencia adquirida en la Operación Libertad Duradera en Afganistán demostró el valor de un bombardero capaz de alcanzar objetivos rápidamente y permanecer en el teatro de operaciones en ausencia de misiles tierra-aire. El F-22, aunque diseñado como caza de superioridad aérea, incorporaba cierto grado de capacidad de ataque aire-tierra mediante ataques de precisión con Munición Conjunta de Ataque Directo (JDAM), con mejoras adicionales en la capacidad de ataque planeadas mediante actualizaciones. Aunque inicialmente no fueron solicitados, los estudios atrajeron la atención de varios líderes de la Fuerza Aérea, incluido el Secretario de la Fuerza Aérea, James Roche, en 2002.
Uno de los objetivos principales de los estudios internos fue explotar y ampliar la capacidad aire-tierra de alta velocidad del F-22, minimizando los costes. Para ello, la compañía diseñó varios conceptos que incluyeron importantes rediseños estructurales del fuselaje y de las alas, conservando gran parte de la aviónica del sistema de misión del F-22. En un diseño inicial, posteriormente designado como FB-22-1, Lockheed Martin alargó y ensanchó el fuselaje para aumentar la carga de armamento interna; otro diseño, el FB-22-2, presentaba un fuselaje central alargado para aumentar la capacidad de la bodega principal y presentaba un ala delta agrandada con un mayor ángulo de flecha del borde de ataque, mientras que se eliminaban los estabilizadores de cola horizontales. Sin embargo, posteriormente se descubrió que esta opción habría supuesto una ampliación de costes del 25 al 30 % en peso, materiales y desarrollo. En lugar de eso, la compañía se centró posteriormente en dejar el fuselaje intacto tanto como fuera posible mientras agrandaba el ala delta en forma de diamante con los mismos ángulos de aflechamiento que el F-22.
Se investigaron varias propuestas en este sentido. El FB-22-3 utilizaba el fuselaje original con alas delta agrandadas y sin estabilizadores, mientras que el FB-22-4 era similar al -3, pero con un ala máxima cuyo borde de ataque coincidía con el borde superior de la entrada supersónica sin desviador. El ala máxima del FB-22-4, aproximadamente tres veces mayor que la del F-22, permitía almacenar una cantidad mucho mayor de armas y combustible. Además, como bombardero furtivo, el FB-22 fue diseñado para transportar armas externamente, manteniendo el sigilo mediante la ayuda de módulos desmontables y facetados denominados "bodega de armas alar"; anteriormente, un avión sólo podía mantener el sigilo si transportaba sus armas internamente. Diversas cifras indican que la carga útil del FB-22 era de 30 a 35 bombas de diámetro pequeño; comparado con la carga útil del F-22 de ocho de tales armas de 110 kg. Las puertas del compartimento de armas principal también estarían abombadas para permitir el transporte interno de bombas de 910 kg en el fuselaje. Al emplear el compartimento de armas alar, el FB-22 fue diseñado para poder transportar bombas de hasta 2270 kg de tamaño, como la GBU-37 GPS-Aided Munition (GAM) o dos bombas de 2000 libras en tándem. En modo sigiloso, la carga máxima de combate de la aeronave debía haber sido de 6800 kg; en modo normal, 13 600 kg.
El radio de acción casi se triplicó, pasando de los 1100 km a más de 3000 km, lo que podría haberse ampliado aún más mediante el uso de depósitos de combustible externos. Este alcance situaba al avión en la categoría de bombardero regional, comparable al del F-111, ya que estaba destinado a sustituir al F-15E Strike Eagle y asumir algunas de las misiones del B-1 Lancer y del B-2 Spirit. Con el alcance y la resistencia enormemente aumentados del FB-22, Lockheed Martin también extendió el fuselaje delantero en 1,5 m para acomodar a un segundo piloto, con el fin de reducir la carga de trabajo y también actuar como un oficial de sistemas de combate (WSO). Según la revista Air Force Magazine, la combinación de alcance y carga útil del FB-22 habría dado al concepto una efectividad comparable a la del B-2 armado con bombas de 2000 libras. El diseño debía seguir utilizando los motores Pratt & Whitney F119, pero modificados para obtener más potencia y optimizados para una eficiencia subsónica en lugar de supercrucero. Si bien algunos conceptos del FB-22 no incluían planos de cola (basándose en investigaciones originales del programa X-44 MANTA), la mayoría de las propuestas de diseño incorporaban planos de cola gemelos y probablemente tendrían toberas de motor axisimétricas fijas, a diferencia de las toberas de empuje vectorial del F-22. Aunque no estaba diseñado para el supercrucero, el FB-22 sería capaz de alcanzar velocidades supersónicas utilizando postquemadores. La velocidad máxima proyectada variaba según la variante; versiones más rápidas como el FB-22-2 habrían alcanzado una velocidad máxima de Mach 1,92, mientras que el FB-22-4, con la máxima superficie alar, habría alcanzado un máximo de alrededor de Mach 1,5. Dado que el avión debía priorizar la capacidad aire-tierra manteniendo al mismo tiempo las características de sigilo, el FB-22 habría carecido de la capacidad de combate cerrado del F-22, aunque podría llevar misiles AIM-9 Sidewinder y AIM-120 AMRAAM para defensa propia contra cazas.
Un aspecto que surgió durante las primeras etapas del proceso de diseño fue la consideración de que Boeing sería responsable del ensamblaje final de la aeronave. En ese momento, Lockheed Martin fabricaba el fuselaje central en su planta de Fort Worth, Texas, mientras que el ensamblaje del F-22 se realizaba en Marietta (Georgia). Sin embargo, dado que Boeing era responsable de la fabricación de partes del fuselaje y, aún más crucial, de las alas, así como de la integración de la aviónica, se consideró prudente confiar el ensamblaje final a Boeing en Seattle, Washington. Aparte de las alas, la aeronave habría conservado gran parte del diseño del F-22. Esto incluía el 80 % de la aviónica, el software y los controles de vuelo. Esta característica común también habría reducido significativamente los costes de integración del software.
En febrero de 2003, durante una sesión con el Comité de la Cámara de Representantes sobre los Servicios Armados, el Secretario de la Fuerza Aérea, James Roche, dijo que preveía una fuerza de 150 FB-22 para equipar al servicio. En 2004, Lockheed Martin presentó oficialmente el FB-22 a la Fuerza Aérea para satisfacer su requisito de un posible bombardero estratégico como una solución provisional para que estuviera operativo en 2018. Debido al trabajo ya realizado en el F-22, el coste de desarrollo del FB-22 se estimó en tan sólo el 25 % del desarrollo de un nuevo bombardero, con un desarrollo esperado de 5 a 7 mil millones de dólares estadounidenses (dólares de 2002, 8100-11 300 millones de dólares en 2023), incluyendo el coste de desarrollo del fuselaje de 1000 millones (dólares de 2003, 1590 millones de dólares de 2023). Más tarde se reveló que se presentaron seis versiones diferentes del bombardero, ya que los objetivos, la carga útil y el alcance aún estaban por definir. Sin embargo, el FB-22 en su forma planificada fue cancelado a raíz de la Revisión Cuatrienal de Defensa de 2006 y los desarrollos posteriores, ya que el Departamento de Defensa favoreció a un nuevo bombardero estratégico con un alcance mucho mayor que entraría en servicio en 2018. La Fuerza Aérea posteriormente se embarcaría en el programa Next-Generation Bomber para cumplir este objetivo, aunque el mismo luego fue redefinido y se convirtió en el programa Bombardero de Ataque de Largo Alcance, resultando en el B-21 Raider.

## Especificaciones (FB-22-4, según propuesta)
Referencia datos: Lockheed Martin, Aerofax, Air Force Association

### Características generales
- Tripulación: Dos (piloto y copiloto/operador de sistema de armas)
- Longitud: 19,6 m (64,3 ft)
- Envergadura: 22,5 m (73,7 ft)
- Superficie alar: 163,2 m² (1756,7 ft²)
- Perfil alar: 4,45 % del espesor
- Peso máximo al despegue: 54 431 kg (119 965,9 lb)
- Planta motriz: 2× turbofán con poscombustión[N 2] Pratt & Whitney F119 modificado.
- Capacidad de combustible: 19 842 kg (interna)

### Rendimiento
- Velocidad máxima operativa (Vno): Mach 1,5+ en altura[N 3]
- Alcance: 6700 km (3618 nmi; 4163 mi)
- Límites g: +6 g

### Armamento
- Puntos de anclaje: 8 internos en tres bodegas, 4 subalares con una capacidad de 6800 kg interna y en bodegas alares LO, 13 600 kg en total, para cargar una combinación de:  
  - Bombas: 

    - Carga interna: 12x GBU-39 Small Diameter Bomb (SDB) o 2x GBU-31/32 Joint Direct Attack Munition (JDAM)
    - Soportes subalares: 12x GBU-39 SDB en bodegas alares LO o 2x GBU-31/32 JDAM o 2x GBU-37 GPS-Aided Munitions (GAM)

  - Misiles: 

    - Carga interna: 6x AIM-120 AMRAAM (sólo 2 llevando bombas) y 2x AIM-9 Sidewinder (ninguno llevando SDB en bodegas laterales)
    - Soportes subalares: 4x AIM-120 AMRAAM y 2x AGM-154 JSOW o 2x AGM-158 JASSM

## Aeronaves relacionadas

### Desarrollos relacionados
- Lockheed Martin F-22 Raptor
- Lockheed Martin X-44 MANTA

### Aeronaves similares
- General Dynamics F-111
- Boeing B-1R
- Northrop Grumman FB-23
- Sukhoi Su-34
- Sukhoi T-60S

### Secuencias de designación
- Secuencia F-_ (Cazas estadounidenses, 1962-presente): ← F-18/E-F - F-20 - F-21 - YF-22/F-22/FB-22 - F-23 - F-35 - F-47 →